# 소거 법칙
수학에서, 소거 법칙(消去法則, 영어: cancellation law)은 등식 양변에서 같은 피연산자를 없애어 새로운 등식을 얻는 규칙이다. 연산을 덧셈으로 썼을 때, 소거 법칙에 따라 {\displaystyle a+b=a+c}라면 {\displaystyle b=c}이며, 마찬가지로 {\displaystyle a+c=b+c}라면 {\displaystyle a=b}이다. 자연수·정수·유리수·실수·복소수의 덧셈에서 성립하며, 0이 아닌 자연수·정수·유리수·실수·복소수의 곱셈에서도 참이다. 행렬의 덧셈에서 성립하지만, 0이 아닌 행렬의 곱셈에서는 성립하지 않는다. 즉, 행렬환은 0이 아닌 영인자를 갖는다.
결합 법칙·교환 법칙·분배 법칙이 항등식(즉, 전칭 기호를 가한 등식)인 반면, 소거 법칙은 두 등식 사이의 함의를 나타낸다. 따라서, 소거 법칙을 통해 정의되는 대수 구조 모임은 일반적으로 대수 구조 다양체를 이루지 못한다.

## 정의
집합 {\displaystyle M} 위의 이항 연산
{\displaystyle *\colon M\times M\to M}
이 주어졌을 때, 다음 두 조건을 정의할 수 있다.
- (왼쪽 소거 법칙, 영어: left cancellation law) 만약 {\displaystyle a*b=a*c}라면, {\displaystyle b=c}
- (오른쪽 소거 법칙, 영어: right cancellation law) 만약 {\displaystyle a*c=b*c}라면, {\displaystyle a=b}

이항 연산이 두 소거 법칙을 모두 만족시킨다면, (양쪽) 소거 법칙(영어: two-sided cancellation law)을 만족시킨다고 한다. 물론, 교환 법칙
{\displaystyle a*b=b*a}
을 만족시키는 이항 연산의 경우, 왼쪽·오른쪽·양쪽 소거 법칙은 서로 동치가 된다.